# John Baker Saunders
John Baker Saunders (ur. 23 września 1954, zm. 15 stycznia 1999) – amerykański muzyk rockowy, basista supergrupy muzycznej Mad Season w latach 1994-1999.

## Życiorys
Saunders urodził się 23 września 1954 roku w Montgomery w stanie Alabama. Ukończył Providence College. Swoją karierę muzyczną Saunders rozpoczął jako basista, współpracując między innymi z muzykami wywodzącymi się z nurtu bluesa, takimi jak Hubert Sumlin czy Sammy Fender. Nagrywał oraz koncertował w Europie wraz z grupą The Walkabouts. Saunders współpracował również z grupą muzyczną The Lamont Cranston Band. W roku 1994 Saunders udał się do Minneapolis na leczenie odwykowe, gdzie spotkał Mike’a McCready’ego z grupy muzycznej Pearl Jam. Po zakończeniu leczenia, obaj muzycy powrócili do Seattle, gdzie założyli wspólnie grupę muzyczną Gacy Bunch. Skład uzupełnili Layne Staley (Alice in Chains) oraz Barrett Martin. Niedługo potem, grupa zmieniła nazwę na Mad Season. Wraz z zespołem, Saunders nagrał jeden album studyjny, zatytułowany Above, oraz jeden album koncertowy, pt. Live at The More. Album nagrany przez zespół, otrzymał w 1995 roku certyfikację złotej płyty.
Saunders zmarł 15 stycznia 1999 roku w wieku 44 lat, z powodu nałogu narkotykowego, z którym walczył przez kilka lat. Śmierć Saundersa oraz Staleya, przekreśliły ostatecznie szanse na reaktywację grupy Mad Season.

## Dyskografia
Mad Season
- Above (1995, Columbia Records)
- Live at The Moore (1995, Columbia Records)
- Working Class Hero: A Tribute to John Lennon – Składanka (1995, Hollywood Records)